# キャム・コリアー
キャメロン・キース・コリアー（Cameron Keith Collier, 2004年11月20日 - ）は、アメリカ合衆国イリノイ州シカゴ出身（ジョージア州オーステル育ち）のプロ野球選手（三塁手）。右投左打。MLBのシンシナティ・レッズ傘下所属。
父は同じくプロ野球選手（内野手）のルー・コリアー。

## 経歴
2022年のMLBドラフト1巡目（全体18位）でシンシナティ・レッズから指名され、7月25日に契約を結んだ（契約金は約500万ドル） 。契約後、傘下のルーキー級アリゾナリーグ・レッズでプロデビュー。9試合に出場して打率.370、2本塁打、4打点を記録した。
2023年はA級デイトナ・トーテュガスでプレーし、111試合に出場して打率.246、6本塁打、68打点、5盗塁を記録した。
2024年はA+級デイトン・ドラゴンズでプレーし、119試合に出場して打率.248、20本塁打、74打点、2盗塁を記録した。また、7月にはオールスター・フューチャーズゲームのナショナルリーグ選抜に選出された。
2025年3月には左手親指の手術を受けている。

## プレースタイル
打撃では広角に長打を飛ばす能力を評価されている。三塁手での守備は強肩だが守備範囲が狭く、将来は一塁手への転向が有力視されている。

## 詳細情報

### 記録
MiLB
- オールスター・フューチャーズゲーム選出：1回（2024年）